# 索洛馬希夫卡
49°37′23″N 34°22′7″E / 49.62306°N 34.36861°E
索洛馬希夫卡（烏克蘭語：Соломахівка），是烏克蘭的村落，位於該國中部波爾塔瓦州，由波爾塔瓦區負責管轄，距離阿巴濟夫卡1公里和帕達爾基2公里，2001年人口42。